# 达姆克
达姆克（德語：Dahmker）是德国石勒苏益格－荷尔斯泰因州的一个市镇。总面积2.04平方公里，总人口150人，其中男性83人，女性67人（2011年12月31日），人口密度74人/平方公里。